# Słobodka (rejon rylski)
Słobodka (ros. Слободка) – wieś (ros. деревня, trb. dieriewnia) w zachodniej Rosji, w sielsowiecie niekrasowskim rejonu rylskiego w obwodzie kurskim.

## Geografia
Miejscowość położona jest nad rzeką Sejm, 0,5 km od centrum administracyjnego sielsowietu niekrasowskiego (Niekrasowo), 9,5 km od centrum administracyjnego rejonu (Rylsk), 105 km od Kurska.

## Demografia
W 2010 r. miejscowość zamieszkiwało 49 osób.